# Bô Gaultier de Kermoal
Louis-Marie Gaultier de Kermoal, dit Bô Gaultier de Kermoal, né le 1er mai 1969 au Viêt Nam, est un acteur, réalisateur et artiste français. Il est notamment apparu dans La Tour Montparnasse infernale, aux côtés d'Éric et Ramzy, où il faisait une parodie du Jeu de la mort en combinaison jaune.

## Biographie
Enfant de guerre, Bô est né en 1969 au Viêt Nam d'une mère vietnamienne et d'un soldat américain d'origine cherokee. Il arrive en France à l'âge de 4 ans où il est adopté par une branche de la famille Gaultier de Kermoal et reçoit le prénom de Louis-Marie. Il fait ses études au lycée polyvalent de Jesse de Forest dans la ville d'Avesnes-sur-Helpe.  

## Historique de la famille Gaultier de Kermoal
La famille Gaultier de Kermoal est une famille d'ancienne bourgeoisie originaire de Bretagne :
- Claude-René Gaultier (1703-1782), subdélégué de l'Intendance de Bretagne, bourgeois de Pontrieux, (Côtes-d'Armor).
- Pierre-Joseph Gaultier (1732-1796), son petit-fils, est seigneur du domaine de Kermoal dont sa famille a conservé le nom.
- Charles Gaultier de Kermoal (1785-1852), était négociant et maire de Pontrieux.
- Hippolyte(I) Gaultier de Kermoal (1818-1894), était avocat.
- Adolphe Pierre Marie Gaultier de Kermoal (1841-1910), était capitaine des Zouaves pontificaux, passé avec son grade aux Volontaires de l'Ouest, chevalier de la Légion d'Honneur, décoré des ordres pontificaux (Pro Petri Sede, Fidei et Virtuti, Bene-Merenti).
- Hippolyte(I) Gaultier de Kermoal (1818-1894), était avocat.
- Hippolyte(II) Gaultier de Kermoal (1846-1925), [École Navale-1863], était capitaine de frégate, officier de la Légion d'Honneur.
- Hippolyte(III) Gaultier de Kermoal (1876-1957), était capitaine de frégate, officier de la Légion d'Honneur.
- André Gaultier de Kermoal (1882-1945), était capitaine au long cours.
- Claude Gaultier de Kermoal (1908-1988), Saint-Cyrien (Promo. Sous-lieutenant Pol Lapeyre. 1926-1928), officier d'intendance, était commissaire de l'armée de terre.

## Filmographie

### Acteur

#### Cinéma
- 2001 : Sur mes lèvres : le barman
- 2001 : La Tour Montparnasse infernale : Ming
- 2004 : Le Film dont vous êtes le héros : le Chinois
- 2004 : Deux Frères : le garçon du cirque
- 2007 : Hubert et le Chien : le professeur de taïchi
- 2008 : Ca$h : le joueur de poker
- 2008 : Bouquet final : le réalisateur inuit
- 2009 : La Taupe 2 : le Chinois du parc
- 2009 : Les Princes de la nuit : le serveur
- 2016 : Chocolat : un des artistes du cirque Delvaux
- 2019 : Minuscule 2 : Les Mandibules du bout du monde : l'opérateur radio du sous-marin
- 2021 : À plein temps : passager du covoiturage aux bonbons
- 2023 : Astérix et Obélix : L'Empire du Milieu : Tofu

#### Télévision
- 2000-2001 : Mes pires potes : le serveur du restaurant italien
- 2004 : Quai no 1 : Alex (1 épisode)[Lequel ?]
- 2005-2006 : Kaamelott : Garde du corps d'Attila le Hun
- 2006-2007 : Samantha, oups ! : un vietnamien, un vendeur à la brocante, Maître « Raoul » Miyagi
- 2008 : Joséphine, ange gardien : un moine (S.11 E.6 Sur les traces de Yen)
- 2010 : Worcruft Apocalysme : Bobofett

#### Web-séries
- 2021 : Brocéliande : Maître de Kermoal

### Doublage
- 2022 : Ticket to Paradise : Wayan (Agung Pindha)
- 2022 : Glass Onion : Une histoire à couteaux tirés : ? ( ? )
- 2023 : Asteroid City : Roger Cho (Steve Park)